# Павловское месторождение (Пермский край)
Павловское месторождение нефти расположено на юге Пермской области в Чернушинском районе. От города Перми оно находится на расстоянии 170 км. Наиболее крупным населенным пунктом является районный центр — город Чернушка, село Павловка, деревни: Дмитровка, Улык гора, Ореховая Гора, Крещенка, Атняшка и др. Они равномерно располагаются по площади и приурочены к долинам небольших рек.
Сообщение между населёнными пунктами осуществляется по грунтовым дорогам, которые не пригодны к движению автотранспорта в дождливое время года и зимой. Павловский промысел связан с районным центром асфальтированным шоссе. Связь с городом Пермью осуществляется автотранспортом, по железной дороге через Екатеринбург и самолётом.
Население на территории месторождения состоит главным образом из русских, татар, удмуртов и башкир.
Основное занятие населения сельское хозяйство, лесозаготовки. В последние время развивается нефтедобывающая промышленность.
В географическом отношении территория месторождения представляет собой всхолмленную равнину с абсолютными отметками от +140 м до +260 м; расчлененную многочисленными оврагами. Основные реки — Быстрый Танып и Тюй.
На площади много малых рек с крутым и высоким левым склоном и пологим правым. Долины рек покрыты мелким кустарником, нередко заболочены. Все реки мелководны и не судоходны. Большая часть площади покрыта смешанными пихтово-еловыми лесами с липой, клёном, берёзой и осиной.
Климат района умеренный, континентальный. Средняя годовая температура +1,3 °С.
Максимальная температура в июле +38°С, минимальная в январе −42°С. Годовое количество осадков 500—600 мм. Устойчивый снежный покров образуется в ноябре и сходит в апреле. Наибольшая высота его наблюдается в марте и достигает 65-75 см. Максимальная глубина промерзания почвы 105 см.
Основным полезным ископаемым кроме нефти и газа являются глины, галечник и медистые песчаники.
На станции Чернушка находится нефтеналивная эстакада, куда проложен нефтепровод до станции Куеда. Кроме того, подготовлен к сдаче в эксплуатацию нефтепровод Павловка-Чернушка-Колтасы.